# Tighanimine El Baz
Ne pas confondre avec la commune algérienne de Tighanimine
Pour l’article homonyme, voir Mariame Tighanimine.
Tighanimine El Baz est un village du Sud-Ouest marocain. Il est situé à une dizaine de kilomètres d'Agadir et fait partie de la commune rurale de Drarga.
Il est connu pour les nombreux faucons qui y nichent, d'où son nom berbère El Baz. Sa notoriété vient également de sa majestueuse kasbah, nommée « Atlas Kasbah » et dont l'architecture est unique dans la région. De plus, son ancien village berbère en pierre, son pressoir à huile d'olive et sa coopérative féminine d'extraction de l'huile d'argan font de ce village un site d'intérêt socioculturel.
Le 13 février 2011, y a été inaugurée la première maison verte du Maroc, qui vise la collecte et le tri des déchets par les habitants du village, en partenariat avec le programme Progrès Action citoyenne.